# Leon Duray
Leon Duray (przed zmianą nazwiska: George Stewart, pseudonim: The Flying Frenchman, ur. 30 kwietnia 1894 roku w Cleveland, zm. 12 maja 1956 roku w San Bernardino) – amerykański kierowca wyścigowy.

## Kariera
W swojej karierze Duray startował głównie w Stanach Zjednoczonych w mistrzostwach AAA Championship Car oraz towarzyszącym mistrzostwom słynnym wyścigu Indianapolis 500, będącym w latach 1923-1930 jednym z wyścigów Grandes Épreuves. W trzecim sezonie startów, w 1925 roku zdobył pole position w wyścigu Indianapolis 500, jednak do mety dojechał na szóstej pozycji. W mistrzostwach AAA raz stanął na podium. Z dorobkiem 221 punktów został sklasyfikowany na dwunastej pozycji w klasyfikacji generalnej. Rok później pięciokrotnie stawał na podium, w tym dwukrotnie na jego najwyższym stopniu. Uzbierane 555 punktów dało mu jedenaste miejsce w klasyfikacji mistrzostw. W sezonie 1927 w mistrzostwach AAA był czwarty, dwukrotnie plasując się w czołowej trójce. W 1928 rok ponownie wygrał wyścig i ponownie w Indianapolis 500 startował z pierwszego pola. Jednak sezon mistrzostw ukończył na osiemnastym miejscu, a w Indy 500 nie dojechał do mety.